# اشترزمان (کت و شلوار مردانه)

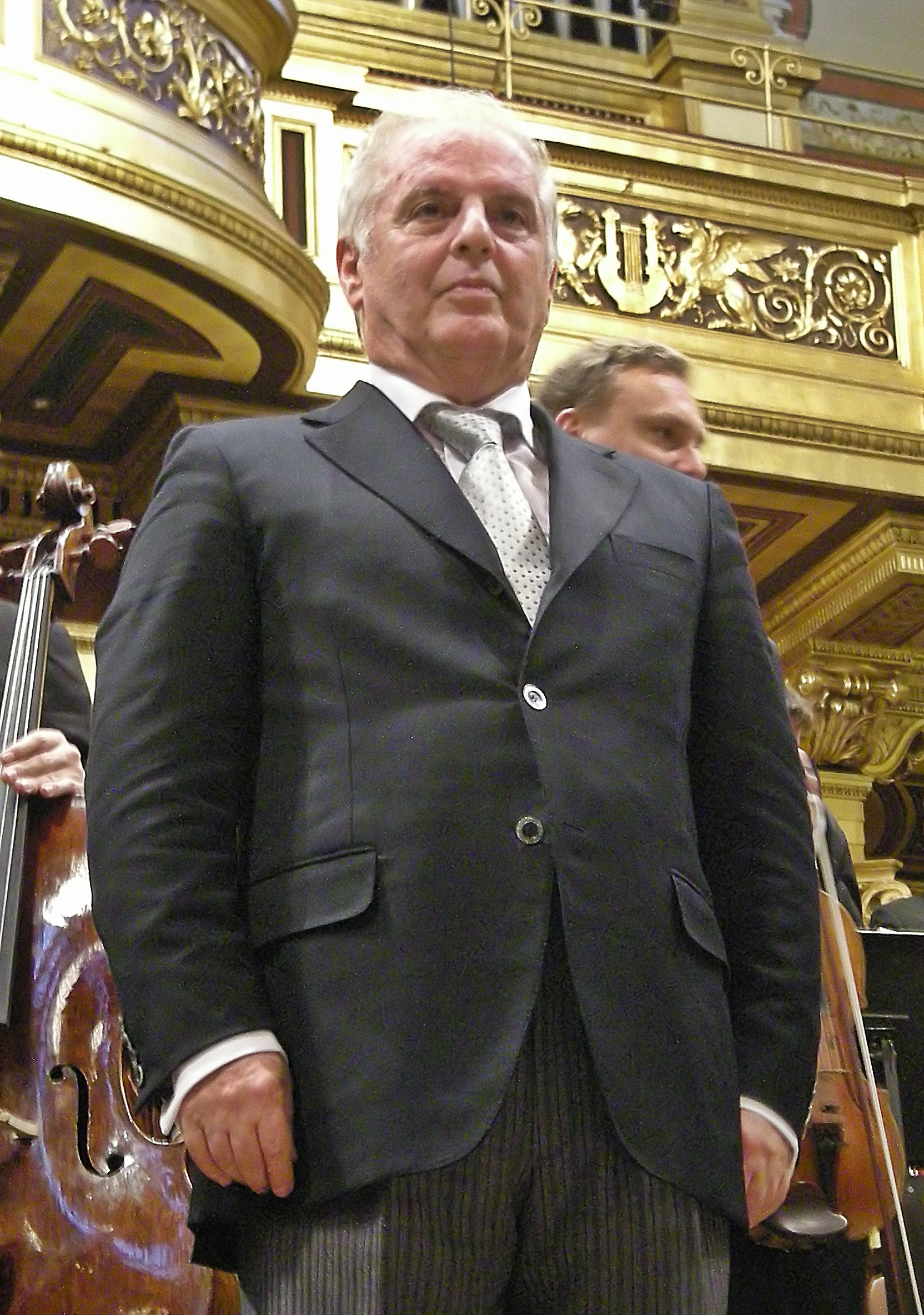
رهبر ارکستر، دانیل بارنبویم در لباس اشترزمان، ۲۰۰۸

کت و شلوار اشترزمان (به آلمانی: Stresemann) که (در فرهنگ انگلیسی) با نام کت و شلوار راحتی مشکی نیز شناخته می‌شود، یک دست لباس نیمه رسمی است که به نام وزیر امور خارجه آلمان، گوستاف اشترزمان نام‌گذاری شده است. این لباس بیشتر در طول روز و به‌طور ترجیحی تا ساعت ۱۸، در مراسم‌های رسمی مانند عروسی، مراسم ترحیم، مراسم دولتی یا مجلسی پوشیده می‌شود و به عنوان لباس صبحانه نیز شناخته می‌شود.
به دنبال پادفرهنگ دهه ۱۹۶۰، پوشیدن این لباس به صورت سنتی تا حد زیادی از فرهنگ عموم خارج شد.